# Курукшетра (округ)
Курукшетра (англ. Kurukshetra, хинди कुरुक्षेत्र जिला) — округ в индийском штате Харьяна. Образован в 1973 году. Разделён на два подокруга — Тханесар и Пехова. Административный центр и крупнейший город округа — Курукшетра. Согласно всеиндийской переписи 2001 года население округа Курукшетра составляло 825 454 человека. Уровень грамотности взрослого населения составлял 69,88 %, что выше среднеиндийского уровня (59,5 %).